# アナリース・バッソ
アナリース・バッソ（Annalise Basso 1998年12月2日 - ）は、アメリカ合衆国の女優。

## 来歴
ミズーリ州のセントルイスの生まれ。兄のガブリエル・バッソや姉アレクサンドリアも役者。
2007年のサスペンスTV映画『ダイイング・メッセージ』、2008年のファンタジーコメディ映画『ベッドタイム・ストーリー 』、カナダの小説家ジャネット・オークの著作『Love Comes Softly』シリーズの内の1作を原作とした2009年のTV映画『Love Takes Wing』に出演、さらに多くのテレビドラマにゲスト出演を重ねる。
2014年のホラー映画『呪い襲い殺す』の前日譚であるマイク・フラナガン監督のホラー映画『ウィジャ ビギニング 〜呪い襲い殺す〜』でエリザベス・リーサーと共演した。
2016年に公開されたヴィゴ・モーテンセン主演のマット・ロス監督の長編『はじまりへの旅』に出演した。

## 出演作

### 映画
- ダイイング・メッセージ Ghost Image（2007年）
- ベッドタイム・ストーリー  Bedtime Stories（2008年）
- Love Takes Wing（2009年）
- ダーク・ハウス 戦慄迷館 Dark House（2009年）
- Standing Up（2013年）
- オキュラス/怨霊鏡 Oculus（2014年）
- はじまりへの旅 Captain Fantastic（2016年）
- ウィジャ ビギニング 〜呪い襲い殺す〜 Ouija: Origin of Evil（2016年）
- スレンダーマン 奴を見たら、終わり Slender Man (2018年)

### テレビドラマ
- デスパレートな妻たち Desperate Housewives（2008年）
- トゥルーブラッド True Blood（2009年）
- スリー・リバーズ 命をつなぐ熱き医師たち Three Rivers（2009年）
- ライ・トゥ・ミー 嘘の瞬間 Lie To Me（2009年）
- チルドレンズホスピタル Childrens Hospital （2010年）
- BONES Bones（2011年）
- パークス・アンド・レクリエーション Parks and Recreation （2011年）
- NIKITA / ニキータ Nikita（2012年）
- New Girl / ダサかわ女子と三銃士  New Girl（2012年）
- コンスタンティン Constantine（2015年）
- フィリップ・K・ディックのエレクトリック・ドリームズ Philip K. Dick's Electric Dreams (2015年)
- スノーピアサー Snowpiercer (2020年)